# Leon Derlich
Leon Derlich (ur. 28 listopada 1905 w Karwinie, zm. 18 lipca 1965 tamże) – etnograf, językoznawca amator, dialektolog, publicysta, współpracownik ruchu oporu, polski patriota z Zaolzia.

## Życiorys
Leon Derlich był synem Jana, murarza i górnika na kopalni Jan w Karwinie, i Franciszki z.d. Bury. W roku 1912 rodzina zamieszkała we Frysztacie, w domu wybudowanym przez ojca. Tu spędził większość swego życia. Uczęszczał do niemieckiej szkoły ludowej i wydziałowej we Frysztacie (innych nie było). Po incydencie na tle narodowościowym opuścił wraz z czterema kolegami frysztacką wydziałówkę i staraniem rodziców został uczniem Gimnazjum Realnego w Orłowej. Po maturze rozpoczął studia w Wyższej Szkole Przemysłowej w Krakowie. W wieku 18 lat zaczął chorować na ciężki reumatyzm stawowy. Do pogłębienia choroby przyczyniła się komisja poborowa w Czeskim Cieszynie, bo nie uwzględniła zaleceń jego lekarza i zanim stanął przed komisją musiał czekać rozebrany ponad dwie godziny w chłodnej sieni. Postępująca choroba pomimo opieki lekarskiej po pięciu latach definitywnie unieruchomiła Leona w łóżku. Jego pogodne usposobienie, hart ducha, ale też troskliwa pomoc najbliższej rodziny sprawiły, że odnalazł swoje miejsce w życiu i w miarę swoich sił i możliwości służył innym. Najwięcej zawdzięczał siostrze Herminie, która zrezygnowała z własnej rodziny i życie poświęciła opiece nad bratem. Fizyczny paraliż nie pozbawił go jasności umysłu i optymizmu życiowego. W samouctwie i pisaniu znalazł przeciwstawienie dla swojej choroby. Studiował literaturę fachową o historii regionu, w którym mieszkał, prowadził fachowe polemiki z osobami narodowości czeskiej i niemieckiej. Publikował artykuły w prasie zaolziańskiej, ale pisał także np. wiersze satyryczne, opowiadania. Okres II wojny światowej przeżył w domu. Wręcz szokującym w życiorysie Leona Derlicha jest jego działalność konspiracyjna – dom rodzinny stał się wtedy małym ośrodkiem ruchu oporu niosącym pomoc materialną poszkodowanym i więźniom obozów jenieckich m.in. w Polenlagrze 40 we Frysztacie. Przez cały okres okupacji Derlichowie udzielili pomocy w postaci odzieży, żywności nie tylko wysiedleńcom ale i więźniom w obozach koncentracyjnych a nawet partyzantom w Beskidach. Ogólna wartość tej pomocy wyniosła ok. 130000 marek – jak na okres wojny suma ogromna o czym świadczą dokumenty pocztowe. Ponadto Derlich koordynował wydruk materiałów propagandowych. Ponieważ Niemcy nie odebrali Derlichowi odbiornika radiowego jego mieszkanie było źródłem informacji o sytuacji na frontach wojennych. Dopiero po wojnie czeskie władze zarekwirowały mu odbiornik w ramach domniemanej działalności antypaństwowej. Powodem były dwa listy otwarte „W kwestii cieszyńskiej“ do prezydenta Edvarda Beneša. Wytoczono mu proces, w którym postanowił bronić się sam i napisał zawierającą ponad 90 stron maszynopisu „Odpowiedź w kwestii cieszyńskiej”, która miała zostać odczytana w sądzie. W lipcu 1948 r. proces umorzono. Pod koniec lat 40. Derlich swą walkę o polskość postanowił przenieść na inną płaszczyznę i udowadniać wciąż na nowo polskie korzenie swego regionu. Interesował się językoznawstwem, folklorystyką, zagadnieniami dialektologii i toponomastyki. Motywacją do samokształcenia była m.in. lektura tendencyjnych opracowań czeskich językoznawców (prof. A. Kellner) dotyczących narzecza i historii Śląska Cieszyńskiego – prowadził z nimi żarliwe polemiki. Ostatecznie osiągnął wysoki stopień wiedzy w zakresie językoznawstwa, folklorystyki i historii. Swoje artykuły wystukiwał jednym palcem na maszynie stojącej na specjalnym stoliku nad łóżkiem, patrząc przy tym w umieszczone u góry lusterko. W latach 50. jego artykuły drukowane były w Zwrocie i Kalendarzach Zwrotu, często pod pseudonimem Andrzeja Sowy, a także jako Lech czy Silesius. Tematyka jego artykułów nie podobała się władzom - musiał przestać publikować. Udało mu się jednak dotrzeć do polskich pism i tu w latach 60. w Zaraniu Śląskim w Katowicach i Języku Polskim w Krakowie wydrukowano kilka jego prac naukowych. Opracował też materiały gwarowe ze Śląska Cieszyńskiego do „Małego atlasu gwar polskich”, „Atlasu językowego Śląska” czy „Słownika gwar polskich”. Jedną z najwartościowszych jego prac jest rozważanie o nazwie rzeki Olzy „Prastara nazwa słowiańska (w obronie Olzy)”, gdzie udowadnia, że jedynie taka nazwa jest poprawna. W latach 50. był pomysłodawcą powołania do życia na Zaolziu placówki naukowej zajmującej się tematyką gwarową i kulturą regionu. Jego wizja została zrealizowana po jego śmierci - przy Zarządzie Głównym PZKO powstała jesienią 1965 roku Sekcja Folklorystyczna, dziś Sekcja Ludoznawcza. Zbierał też przysłowia i powiedzenia ludowe, w zbiorze nazwanym Pokłosiem pozostały w maszynopisie. Nagrywał i zapisywał w prawidłowej fonetycznej formie opowiadania gwarowe. Prawie wszystkie opracowania Derlicha dotyczyły spraw regionu, któremu oddał swe serce.
Leon Derlich zmarł 18 lipca 1965 roku w Karwinie.

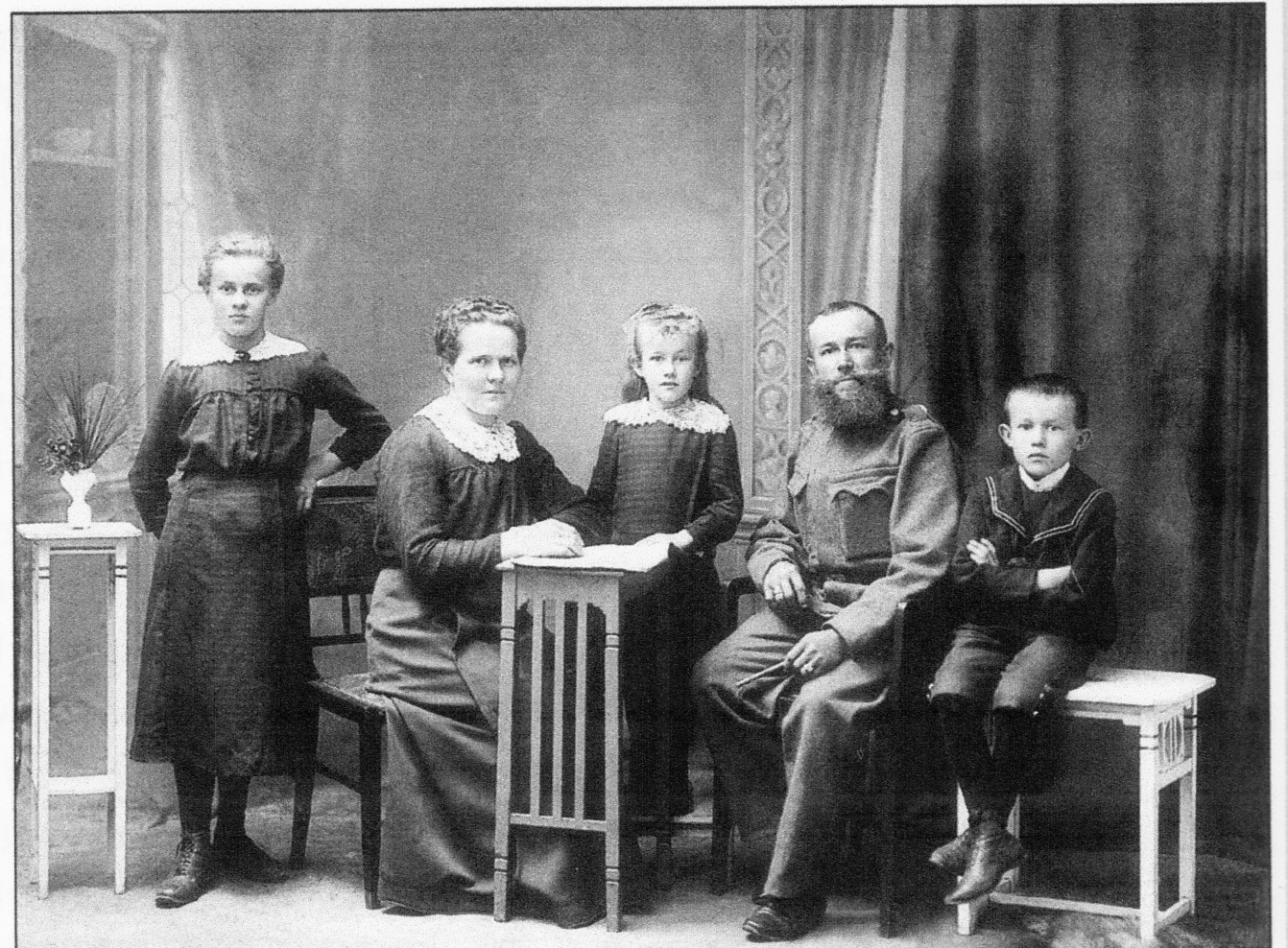
Rodzina Derlichów - 1911 r.
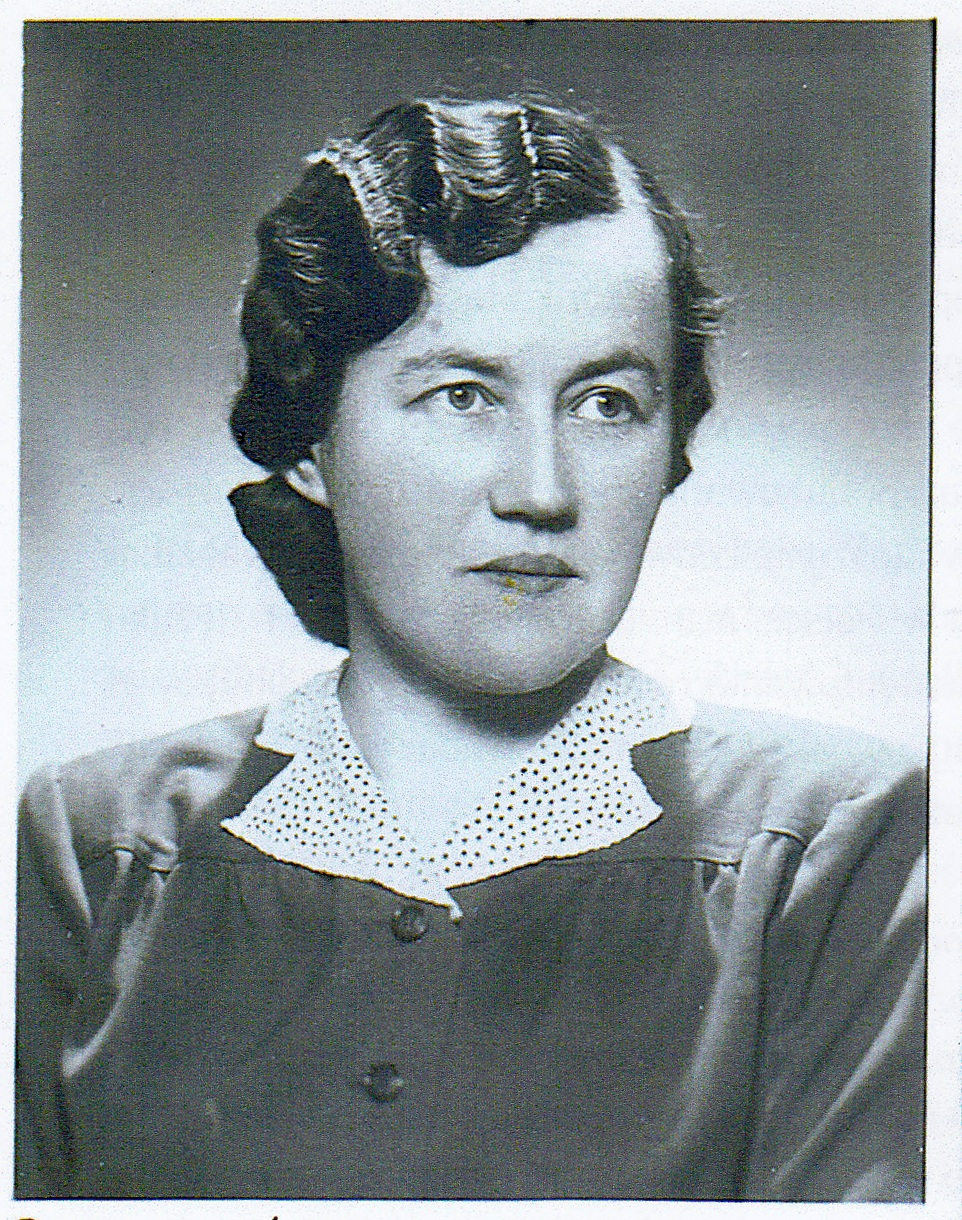
Hermina Derlich, siostra Leona

## Z dorobku Leona Derlicha

### a) Artykuły wZwrociez lat 50.
- Studium topograficzne z dziejów górniczej  Karwiny
- Prawidłowość w budowie dialektu cieszyńskiego
- Rola języka polskiego na Śląsku Cieszyńskim w wiekach XVI  i XVII
- Ludowe nazwy w Skrzeczoniu
- Nazwy osobowe chłopów śląskich sprzed 200 lat
- Zapomniany sałasz na Ropiczce

### b) Artykuły wZaraniu Śląskimw latach 60
- Ludowe nazwy miejscowe w Suchej Górnej
- Ludowe nazwy miejscowe Lutyni Dolnej

### c) Artykuły wJęzyku Polskimw Krakowie
- Rachunek ślusarza frysztackiego z roku 1589
- Sposoby zapisywania gwary
- Prastara nazwa słowiańska (w obronie Olzy)

### d) Artykuły wZwrocie– rocznik 2005
- Złodziej i śmierć,- 8/2005, s.73-75
- Dziennik czasu wojny -1,2,3/2005 s.25-29, s. 25-28
- Szkapino - 4/2005, s.70-74
- W  kwestii cieszyńskiej  List otwarty Do Prezydenta Republiki Czechosłowackiej prof, dra Eduarda Beneśa – 5/2005, s.73-75
- Ostatnia przeszkoda (Wspomnienie o profesorze Józefie Biedrawie) – 6/70-72
- Straszydło nocne, Móndro planeciorka – 7/2005, s.71-73
- Zaolzie – Gdańsk -w obronie prawdy kilka uwag  – 10/2005, s.72-3
- Garść wspomnień - Mimo woli – 11/2005, s.69-71